# La Gloria (Colombia)
La Gloria is een gemeente in het Colombiaanse departement Cesar. De gemeente kent grote hoogteverschillen, daar ze zowel op de oevers van de rivier de Magdalena als in de Cordillera Oriental gelegen is en telt 14.173 inwoners (2005).
Aguachica · Astrea · Becerril · Bosconia · Chimichagua · Chiriguaná · Agustín Codazzi · Curumaní · El Copey · El Paso · Gamarra · González · La Gloria · La Jagua de Ibirico · La Paz Robles · Manaure · Pailitas · Pelaya · Pueblo Bello · Río de Oro · San Alberto · San Diego · San Martín · Tamalameque · Valledupar